# Bolton Lakes
Bolton Lakes är sjöar i Kanada.   De ligger i provinsen Ontario, i den sydöstra delen av landet, 110 km sydväst om huvudstaden Ottawa. Bolton Lakes ligger 257 meter över havet.
I omgivningarna runt Bolton Lakes växer i huvudsak lövfällande lövskog. Runt Bolton Lakes är det mycket glesbefolkat, med 3 invånare per kvadratkilometer.